# Бомон (Мёрт и Мозель)
Бомо́н (фр. Beaumont ) — коммуна во французском департаменте Мёрт и Мозель региона Лотарингия. Относится к  кантону Домевр-ан-Э.	

## География
Бомон	расположен в  км к северо-западу от Нанси. Соседние коммуны:	Сешепре на севере, Флире на северо-востоке, Бернекур, Грорувр, Ансовиль и Амонвиль на юго-востоке, Мандр-о-Катр-Тур на юге, Рамбюкур на юго-западе.

## История
- Коммуна сильно пострадала во время Первой мировой войны 1914-1918 годов.

## Демография
Население коммуны на 2010 год составляло 68 человек.
| 1962 | 1968 | 1975 | 1982 | 1990 | 1999 | 2010 |
| ---- | ---- | ---- | ---- | ---- | ---- | ---- |
| 34   | 37   | 28   | 59   | 80   | 63   | 68   |

## Достопримечательности
- Развалины усадьбы герцога де Гиза XVIII века.